# دی‌آردی گولد
دی‌آردی گولد (انگلیسی: DRDGOLD) شرکت معدن در آفریقای جنوبی است، که در سال ۱۸۹۰ تأسیس شد.